# Nikola Kovač
Nikola „NiKo“ Kovač (* 16. Februar 1997 in Brčko) ist ein bosnischer E-Sportler, welcher in der Disziplin Counter-Strike: Global Offensive aktiv ist. Der als einer der besten Spieler der Disziplin geltende Kovač konnte in seiner Karriere nie einen Major-Titel gewinnen.

## Karriere

### Mousesports
Nachdem Nikola „NiKo“ Kovač seit 2013 in mehreren kleinen Clans kleinere Turniere absolviert hatte, gab die deutsche Organisation mousesports im März 2015, nach mehreren Testspielen mit NiKo, bekannt diesen zu verpflichten. Nachdem er anfangs vorrangig an internationalen Spielen teilgenommen hatte, folgte schon im Mai, mit dem Gewinn der ESL Frühlingsmeisterschaft 2015, sein erster Turniersieg mit mousesports auf nationaler Ebene. Nur 2 Tage darauf wurde er zusammen mit Teamkollege Nikola „LEGIJA“ Ninić auf die Ersatzbank gesetzt. Ende August 2015 holte man ihn allerdings wieder in das Stammlineup zurück. Während er mit seiner Mannschaft im November 2015 beim Dreamhack Cluj-Napoca 2015 Major bereits in der Gruppenphase scheiterte, belegte man im selben Monat bei den CEVO Pro Season 8 Finals den zweiten Platz. Im Jahr 2016 qualifizierte er sich mit seinem Team für die IEM Katowice und im Februar Gewann er mit mousesports gegen Flipside Tactics die ACER Predator Masters Season 2. Beim MLG Columbus 2016 schied er mit seiner Mannschaft einmal mehr bereits nach der Gruppenphase aus. Nachdem er sich mit mousesports für die ESL One Cologne 2016, das Major im Heimatland des Teams, qualifizieren konnte, schied man dort ebenfalls nach der Gruppenphase aus. Kurz darauf, Ende Juli 2016, erreichte er mit mousesports aber das Halbfinale der ELEAGUE Season 1 Finals. Weitere Erfolge im Jahr 2016 waren ein Finaleinzug auf dem Gfinity CS:GO Invitational, ein Halbfinaleinzug auf den ESL Pro League Season 4 Finals und ein Viertelfinaleinzug auf den ELEAGUE Season 2 Finals. Für seine Leistung wurde er 2016 erstmals als 11. in die Liste der zwanzig besten Spieler von HLTV gewählt. Ende Januar 2017 beim Eleague Major Atlanta 2017 konnte er mit mousesports wieder nicht über die Gruppenphase hinaus kommen. Kurz vor der Dreamhack Las Vegas 2017 im Februar gab mousesports bekannt, dass man NiKo für eine Ablösesumme von etwa 500.000 € an FaZe Clan verkauft und dieser mousesports nach der Dreamhack Las Vegas, welche er mit dem Erreichen des Viertelfinals beendete, verlassen wird.

### FaZe Clan
2017 gewann Kovač die StarLadder i-League StarSeries Season 3, die ESL One: New York 2017, das Eleague CS:GO Premier 2017 und das Esports Championship Series Season 4. Überdies erzielte er den zweiten Rang bei der Intel Extreme Masters XI - World Championship, der Intel Extreme Masters XII - Sydney, der Esports Championship Series Season 3, dem Intel Extreme Masters XII - Oakland und der ESL Pro League Season 6. Im PGL Major Kraków 2017 erreichte er den 15.–16. Platz. Neben seinen Teamerfolgen wurde er als zweiter erneut in die Liste der zwanzig besten Spieler von HLTV gewählt.
2018 begann für Kovač mit einem zweiten Platz im Eleague Major: Boston 2018 nach einer 1:2-Niederlage gegen Cloud9. Anschließend siegte er bei der Intel Extreme Masters XIII - Sydney und der ESL One: Belo Horizonte 2018. Zudem erreichte er den 2. Platz bei der Intel Extreme Masters XII - World Championship und das Halbfinale bei dem V4 Future Sports Festival - Budapest 2018, der ESL Pro League Season 7, der Esports Championship Series Season 5 und der ESL One: Cologne 2018. Das zweite Major des Jahres, das Faceit Major: London 2018, beendete er im Viertelfinale. Das Jahr beendete er mit einem Sieg im Epicenter 2018 und einem 3.–4. Rang im Intel Extreme Masters XIII - Chicago. In diesem Jahr wurde er von HLTV als drittbester Spieler gewählt.
Im folgenden Jahr gewann er das Eleague CS:GO Invitational 2019, die Blast Pro Series: Miami 2019 und die Blast Pro Series: Copenhagen 2019. Überdies erreichte er das Finale bei der Blast Pro Series: Los Angeles 2019 und das Halbfinale bei der DreamHack Masters Dallas 2019 und der Intel Extreme Masters XIV - Beijing. Für seine Einzelleistungen wurde er erneut als 11. in die Liste der zwanzig besten Spieler aufgenommen.
2020 erzielte er einen dritten Rang bei der ESL One: Road to Rio - Europe, der DreamHack Masters Spring 2020: Europe und der BLAST Premier: Spring 2020 European Finals. Außerdem gewann er die Intel Extreme Masters XV - New York Online: Europe.

### G2 Esports
Im Oktober 2020 wechselte Kovač zu G2 Esports. In diesem Jahr erzielte er das Halbfinale bei der Intel Extreme Masters XV - Beijing Online: Europe. Für seine Einzelleistungen wurde er von HLTV als viertbester Spieler des Jahres ausgezeichnet.
2021 erreichte er bei den Intel Extreme Masters XVI - Cologne den zweiten und bei der Flashpoint Season 3 und den BLAST Premier: Spring Finals 2021 auf dem dritten Platz. Überdies erzielte er den 3.–4. Rang bei der DreamHack Masters Spring 2021, der Intel Extreme Masters XVI - Summer und der Intel Extreme Masters XVI - Winter. Im PGL Major Stockholm 2021 erreichte er das Finale, welches er allerdings 2:0 gegen Natus Vincere verlor. Erneut wurde Kovač in die Liste der zwanzig besten Spieler gewählt, wobei er diesmal auf dem dritten Platz landete.
Im folgenden Jahr siegte er beim Blast Premier: World Final 2022. Zudem erreichte er den zweiten Rang bei der Intel Extreme Masters XVI - Katowice, das Halbfinale beim Blast Premier: Spring Finals 2022 und der ESL Pro League Season 16. Im PGL Major Antwerp  2022 erzielte er den 9.–11. Rang. Von HLTV wurde er als fünftbester Spieler des Jahres ausgezeichnet.
2023 gewann Kovac die IEM Katowice 2023 mit einem 3:1-Sieg gegen Heroic sowie die IEM Cologne mit einem 3:1-Sieg gegen Ence. Überdies erreichte er das Halbfinale im Blast Premier: Spring Final 2023, dem Gamers8 2023 und der Intel Extreme Masters Sydney 2023. Im BLAST.tv Major: Paris 2023 belegte Kovač den 12.–14. Rang. Von HLTV wurde er in diesem Jahr als zweitbester Spieler ausgezeichnet.
Im nächsten Jahr siegte er bei der Intel Extreme Masters Dallas 2024, dem Blast Premier: Fall Final 2024 und dem Blast Premier: World Final 2024. Weiterhin belegte er den zweiten Rang beim Esports World Cup 2024 und den 3.–4. Rang bei der Intel Extreme Masters Chengdu 2024 sowie der ESL Pro League Season 20. Im Perfect World Major: Shanghai 2024 erreichte er das Halbfinale. Für seine Einzelleistungen wurde er als Vierter in die Liste der zwanzig besten Spieler aufgenommen.

### Team Falcons
Im Januar 2025 wurde sein Wechsel zur saudi-arabischen Organisation Team Falcons bekannt. Mit Team Falcons siegte er in der PGL Bucharest 2025. Zudem erzielte Kovač den zweiten Rang in der PGL Cluj-Napoca 2025, der Intel Extreme Masters Melbourne 2025, dem Blast Rivals Spring 2025 sowie den 3.–4. Rang bei der Intel Extreme Masters Dallas 2025. Das BLAST.tv Major: Austin 2025 beendete er auf Rang 20.–22.

## Erfolge
Dies ist ein Ausschnitt der Erfolge von NiKo. Da Counter-Strike in Wettkämpfen stets in Fünfer-Teams gespielt wird, beträgt das persönliche Preisgeld ein Fünftel des gewonnenen Gesamtpreisgeldes des Teams.
| Jahr                             | Platz                            | Turnier                                            | Team                             | Persönliches Preisgeld           |
| Counter Strike: Global Offensive | Counter Strike: Global Offensive | Counter Strike: Global Offensive                   | Counter Strike: Global Offensive | Counter Strike: Global Offensive |
| -------------------------------- | -------------------------------- | -------------------------------------------------- | -------------------------------- | -------------------------------- |
| 2013                             | 3.                               | StarLadder StarSeries VIII                         | GamePub                          | 0500 $                           |
| 2015                             | 1.                               | ESL Sommermeisterschaft 2015                       | mousesports                      | 0800 €                           |
| 2015                             | 2.                               | CEVO CS:GO Season 8 LAN Finals                     | mousesports                      | 05.000 $                         |
| 2016                             | 5. – 8.                          | DreamHack Masters Malmö 2016                       | mousesports                      | 02.000 $                         |
| 2016                             | 5.                               | Esports Championship Series Season 1 – Europe      | mousesports                      | 05.000 $                         |
| 2016                             | 3. – 4.                          | Eleague Season 1                                   | mousesports                      | 014.000 $                        |
| 2016                             | 2.                               | Gfinity CS:GO Invitational 2016                    | mousesports                      | 06.000 $                         |
| 2016                             | 3. – 4.                          | ESL Pro League Season 4: Finals                    | mousesports                      | 09.000 $                         |
| 2017                             | 5. – 8.                          | Dreamhack Masters Las Vegas 2017                   | mousesports                      | 03.000 $                         |
| 2017                             | 2.                               | IEM XI – World Championship                        | FaZe Clan                        | 08.800 $                         |
| 2017                             | 1.                               | Star Ladder i-League Invitational – Season 3       | FaZe Clan                        | 025.000 $                        |
| 2017                             | 2.                               | IEM XII – Sydney                                   | FaZe Clan                        | 08.000 $                         |
| 2017                             | 2.                               | Esports Championship Series Season 3 – Finals      | FaZe Clan                        | 024.000 $                        |
| 2017                             | 3. – 4.                          | ESL One Cologne 2017                               | FaZe Clan                        | 04.000 $                         |
| 2017                             | 1.                               | ESL One New York 2017                              | FaZe Clan                        | 025.000 $                        |
| 2017                             | 1.                               | Eleague Premier 2017                               | FaZe Clan                        | 100.000 $                        |
| 2017                             | 2.                               | IEM XII – Oakland                                  | FaZe Clan                        | 010.800 $                        |
| 2017                             | 3.                               | BLAST Pro Series: Copenhagen 2017                  | FaZe Clan                        | 05.000 $                         |
| 2017                             | 1.                               | BLAST Pro Standoff: Copenhagen 2017                | FaZe Clan                        | 04.000 $                         |
| 2017                             | 2.                               | ESL Pro League Season 6 – Finals                   | FaZe Clan                        | 020.000 $                        |
| 2017                             | 1.                               | Esports Championship Series Season 4 – Finals      | FaZe Clan                        | 050.000 $                        |
| 2018                             | 2.                               | Eleague Major: Boston 2018                         | FaZe Clan                        | 030.000 $                        |
| 2018                             | 2.                               | IEM XII – Katowice: World Championship             | FaZe Clan                        | 020.400 $                        |
| 2018                             | 1.                               | Intel Extreme Masters XIII - Sydney                | FaZe Clan                        | 020.000 $                        |
| 2018                             | 1.                               | ESL One Belo Horizonte 2018                        | FaZe Clan                        | 020.000 $                        |
| 2018                             | 1.                               | Epicenter 2018                                     | FaZe Clan                        | 030.000 $                        |
| 2019                             | 1.                               | Eleague CS:GO Invitational 2019                    | FaZe Clan                        | 016.000 $                        |
| 2019                             | 1.                               | Blast Pro Series: Miami 2019                       | FaZe Clan                        | 025.000 $                        |
| 2019                             | 2.                               | Blast Pro Series: Los Angeles 2019                 | FaZe Clan                        | 010.000 $                        |
| 2019                             | 1.                               | Blast Pro Series: Copenhagen 2019                  | FaZe Clan                        | 025.000 $                        |
| 2020                             | 3.                               | ESL One: Road to Rio - Europe                      | FaZe Clan                        | 02.800 $                         |
| 2020                             | 3.                               | DreamHack Masters Spring 2020: Europe              | FaZe Clan                        | 04.000 $                         |
| 2020                             | 3.                               | Blast Premier: Spring 2020 European Finals         | FaZe Clan                        | 06.000 $                         |
| 2020                             | 1.                               | Intel Extreme Masters XV - New York Online: Europe | FaZe Clan                        | 014.000 $                        |
| 2020                             | 3. – 4.                          | Intel Extreme Masters XV - Beijing Online: Europe  | G2 Esports                       | 02.400 $                         |
| 2021                             | 3. – 4.                          | DreamHack Masters Spring 2021                      | G2 Esports                       | 04.000 $                         |
| 2021                             | 3.                               | Flashpoint Season 3                                | G2 Esports                       | 01.400 $                         |
| 2021                             | 3. – 4.                          | Intel Extreme Masters XVI - Summer                 | G2 Esports                       | 04.000 $                         |
| 2021                             | 3.                               | Blast Premier: Spring Finals 2021                  | G2 Esports                       | 08.000 $                         |
| 2021                             | 2.                               | Intel Extreme Masters XVI - Cologne                | G2 Esports                       | 036.000 $                        |
| 2021                             | 2.                               | PGL Major: Stockholm 2021                          | G2 Esports                       | 060.000 $                        |
| 2021                             | 3. – 4.                          | Intel Extreme Masters XVI - Winter                 | G2 Esports                       | 04.000 $                         |
| 2022                             | 2.                               | Intel Extreme Masters XVI - Katowice 2023          | G2 Esports                       | 036.000 $                        |
| 2022                             | 3. – 4.                          | Blast Premier: Spring Finals 2022                  | G2 Esports                       | 08.000 $                         |
| 2022                             | 3. – 4.                          | ESL Pro League Season 16                           | G2 Esports                       | 012.000 $                        |
| 2022                             | 1.                               | Blast Premier: World Final 2022                    | G2 Esports                       | 100.000 $                        |
| 2023                             | 1.                               | Intel Extreme Masters Katowice 2023                | G2 Esports                       | 080.000 $                        |
| 2023                             | 1.                               | Intel Extreme Masters Cologne 2023                 | G2 Esports                       | 080.000 $                        |
| 2023                             | 3. – 4.                          | Gamers8 2023                                       | G2 Esports                       | 016.000 $                        |
| Counter-Strike 2                 |                                  |                                                    |                                  |                                  |
| 2023                             | 3. – 4.                          | Intel Extreme Masters Sydney 2023                  | G2 Esports                       | 04.000 $                         |
| 2024                             | 3. – 4.                          | PGL Major Copenhagen 2024                          | G2 Esports                       | 016.000 $                        |
| 2024                             | 3. – 4.                          | Intel Extreme Masters Chengdu 2024                 | G2 Esports                       | 04.000 $                         |
| 2024                             | 1.                               | Intel Extreme Masters Dallas 2024                  | G2 Esports                       | 020.000 $                        |
| 2024                             | 2.                               | Esports World Cup 2024                             | G2 Esports                       | 35.000 $                         |
| 2024                             | 1.                               | BLAST Premier: Fall Final 2024                     | G2 Esports                       | 040.000 $                        |
| 2024                             | 1.                               | BLAST Premier: World Final 2024                    | G2 Esports                       | 100.000 $                        |
| 2024                             | 3. – 4.                          | Perfect World Major: Shanghai 2024                 | G2 Esports                       | 016.000 $                        |
| 2025                             | 2.                               | PGL Cluj-Napoca 2025                               | Team Falcons                     | 037.500 $                        |
| 2025                             | 1.                               | PGL Bucharest 2025                                 | Team Falcons                     | 040.000 $                        |
| 2025                             | 2.                               | Intel Extreme Masters Melbourne 2025               | Team Falcons                     | 010.000 $                        |
| 2025                             | 2.                               | Blast Rivals Spring 2025                           | Team Falcons                     | 015.000 $                        |
| 2025                             | 3. – 4.                          | Intel Extreme Masters Dallas 2025                  | Team Falcons                     | 05.000 $                         |

## Auszeichnungen
- 11. Platz im HLTV.org-Ranking der Besten 20 CS:GO-Spieler des Jahres 2016[6]
- 2. Platz im HLTV.org-Ranking der Besten 20 CS:GO-Spieler des Jahres 2017[8]
- 3. Platz im HLTV.org-Ranking der Besten 20 CS:GO-Spieler des Jahres 2018[10]
- 11. Platz im HLTV.org-Ranking der Besten 20 CS:GO-Spieler des Jahres 2019[11]
- 4. Platz im HLTV.org-Ranking der Besten 20 CS:GO-Spieler des Jahres 2020[12]
- 3. Platz im HLTV.org-Ranking der Besten 20 CS:GO-Spieler des Jahres 2021[13]
- 4. Platz im HLTV.org-Ranking der Besten 20 CS:GO-Spieler des Jahres 2022[14]
- 2. Platz im HLTV.org-Ranking der Besten 20 CS:GO/CS2-Spieler des Jahres 2023[15]
- 4. Platz im HLTV.org-Ranking der Besten 20 CS2-Spieler des Jahres 2024[16]

## Privates
Nikola Kovač ist der Cousin des E-Sportlers Nemanja Kovač, welcher ebenfalls zusammen mit Nikola Kovač bei G2 Esports spielte.